# 放射性同位素压电发电机
放射性同位素压电发电器(RPG)是一种放射性同位素核电池，它将放射性物质中存储的能量转换为运动，利用压电材料的反复变形来发电，这种方法产生了高阻抗源，与化学电池不同，该装置可在非常宽的温度范围内工作。

## 描述
压电悬臂直接安装在放射性同位素镍63的底座上方，随着镍63薄膜毫居里级的衰变，它发射出的所有辐射均以β辐射的形式出现，该辐射由电子组成。当悬臂聚积发射的电子时，它会在同位素薄膜带正电的同时产生负电荷。β粒子实质上把电荷从薄膜转移到了悬臂上。相反的电荷使悬臂向同位素膜弯曲，就像悬臂接触到同位素薄膜一样，电荷也跳过了间隙。这就使电流回流到同位素上，从而平衡电荷并使悬臂复位。只要同位素还在衰变-这一过程就可持续数十年-微小的悬臂将继续其上下运动。由于悬臂变形时会直接发电，因此，每次悬臂循环都会释放一个电荷脉冲。
放射性同位素可在数周到数十年不等的时间内持续释放能量，例如，镍63的半衰期超过100年。因此，使用该同位素的电池可能至少在这段时间内会继续提供有用的能量。研究人员已经证明，从120赫兹高频到低频(每3小时)的自动往复式致动器中，设备效率约为7％。

## 历史
2002年，康奈尔大学的研究人员发表了第一个设计并申请了专利。

## 另请参阅
- 核电池
- 热离子转换器
- 射线电池
- 光电核电池